# Südaserbaidschanische Erweckungsbewegung

Logo der Südaserbaidschanischen Erweckungsbewegung

Die Südaserbaidschanische Erweckungsbewegung (aserbaidschanisch گۆنئی ﺍذربایجان میللی وْیانؽش حرکتی Güney Azərbaycan Milli Oyanış Hərəkatı, Gamoh; russisch Движение национального пробуждения Южного Азербайджана, persisch جنبش بیداری ملی آذربایجان جنوبی) ist eine in Baku basierende pantürkische extremistische Gruppierung, welche die Abspaltung Iranisch-Aserbaidschans von Iran anstrebt, sowie die „Vereinigung der Aserbaidschaner, die auf beiden Seiten des Araxes-Flusses leben“.
Die stark nationalistische Erweckungsbewegung spaltete sich unter Mahmudali Chehregani von der 1995 gegründeten Südaserbaidschanischen Nationalen Befreiungsbewegung (SANLM) im Jahre 2002 ab und beansprucht für sich, die Interessen der aserbaidschanischen Minderheit in Iran zu vertreten.
Auf der UNPO ist seit dem 2. Februar 2007 Südaserbaidschan durch die Südaserbaidschanische Erweckungsbewegung vertreten.